# Șoal
Șoal falu Romániában, Fehér megyében.

## Fekvése
Vartop közelében fekvő település.

## Története
Şoal korábban Vartop része volt, 1956 körül vált külön 180 lakossal.
1966-ban 171 lakosából 170 román volt. 1977-ben 154, 1992-ben 119, a 2002-es népszámláláskor pedig 88 román lakosa volt.